# 那珂市立第四中学校
わかすぎ学園 那珂市立第四中学校（わかすぎがくえん なかしりつ だいよんちゅうがっこう）は、茨城県那珂市菅谷にある公立中学校。

## 概要
1986年4月1日、那珂市に開校した公立中学校。
指定学区は那珂市立菅谷小学区と那珂市立菅谷東小学区。
市街地に立地しており、駅も比較的近い。

## 特徴
近隣の中学校では珍しく、指定鞄がなく踝（くるぶし）ソックスも認められている。
上履きにスニーカータイプのものが採用されている。

## 制服
- 男子　
  - 冬服は標準的な学生服上下である。
  - 夏服はカッターシャツ、スラックスである。
- 女子　
  - 冬服はセーラー服上下である。
  - 夏服はブラウス、吊りスカートである。

## 沿革
- 1985年5月9日 - 校舎建設工事起工
- 1986年
  - 4月1日 - 那珂市立第一中学校より分離し、那珂町立第四中学校開校
  - 4月23日 - 校舎竣工記念祝賀会
  - 5月1日 - 那珂町立第四中学校PTA結成総会
  - 5月9日 - 創立記念日制定
- 1987年
  - 2月20日 - う歯半減運動の模範校として県歯科医師会賞受賞
  - 3月15日 - 校旗・校歌制定、校歌碑完成記念式典
- 1995年11月18日 - 創立10周年記念式典
- 2003年8月13日 - 野球部が茨城県中学校選抜野球大会で準優勝
- 2005年
  - 1月21日 - 市制施行に伴い、学校名が那珂市立第四中学校に改称
  - 11月3日 - 創立20周年記念式典

## 教育目標
志を立て、自らを鍛える生徒
1. 自ら学び、自ら考え、正しく判断できる生徒
2. 温かな心情と協調性に富み、誠実な生徒
3. 心身ともに健康でたくましい生徒
4. 目標を持ち、強い意志で最後まで実践する生徒

## 交通アクセス
- 水郡線
  - 上菅谷駅より那珂市コミュニティバス那珂四中入口停留所より徒歩
  - 中菅谷駅より徒歩